# Niccolò Buccella
Niccolò Buccella także Niccolò de Buccellis, (ur. około 1520 w Padwie, zm. w 1599 w Krakowie) – włoski lekarz osobisty królów Stefana Batorego i Zygmunta III Wazy, anabaptysta, teolog i działacz reformacyjny, otrzymał polski indygenat.

## Życiorys
Pochodził z rodziny mieszczańskiej, jego ojciec był księgarzem w Padwie. Niccolò Buccella jako jedyny z rodziny ukończył studia uniwersyteckie; przypisuje się mu tytuł doktora medycyny i chirurgii, ale nie wiadomo, gdzie i kiedy go uzyskał.
Pod wpływem anabaptystów z Wenecji przyjął ich wiarę. Później wyjechał do ośrodka anabaptystów na Morawach, gdzie wykonywał zawód chirurga i zaprzyjaźnił się z Wenecjaninem Niccolò Parutą, anabaptystą i antytrynitarzem, właścicielem domów i winnic w okolicach Sławkowa. Po powrocie do Wenecji i Padwy Buccella zajął się prozelityzmem wśród tamtejszych mieszkańców. Nadzorowany, a potem oskarżony i aresztowany przez Inkwizycję wenecką w 1562, uniknął kary dzięki życzliwości sędziów.
W następnych latach Buccella poświęcił się całkowicie zawodowi chirurga, osiągając wysokie dochody około 1000 dukatów rocznie. 
Jednak ponownie zagrożony aresztowaniem przez Inkwizycję, uciekł do Siedmiogrodu, gdzie w lipcu 1574 został zatrudniony przez tamtejszego władcę Stefana Batorego jako jego lekarz osobisty.

### Pobyt w Polsce
Kiedy Batory został wybrany na króla Polski, Buccella w 1576 wyjechał razem z nim do Krakowa. Otrzymał tam dom dożywotni blisko Wawelu i nawiązał kontakty z miejscowymi włoskimi (np. Faust Socyn, Giambattista Cettis) i polskimi innowiercami (np. Krzysztof Morsztyn) oraz z Andrzejem Dudyczem. W Krakowie oprócz zawodu królewskiego lekarza zarabiał pożyczając pieniądze na procent, zajmując się handlem i obrotem nieruchomościami. Prowadził ostry spór z innym lekarzem Batorego- Simone Simonim- wzajemnie obwiniając się o spowodowanie śmierci króla.
Mimo to, kolejny król Zygmunt III Waza, wkrótce po objęciu tronu, w kwietniu 1588 mianował Buccellę osobistym lekarzem z taką samą pensją, jaką płacił mu Batory, kończąc spór z Simonim na jego korzyść. Rok później Buccella otrzymał polski indygenat. Buccella znany był w Polsce z pomagania imigrantom włoskim.
Przez duchowieństwo katolickie Buccella był uznawany za jednego z najgroźniejszych heretyków w Krakowie, chociaż nie podzielał radykalnych poglądów anabaptyzmu, a nawet brał czasami udział w nabożeństwach katolickich. Buccella propagował wartość indywidualnej pobożności, wyśmiewał rytuały religijne i nie wierzył w żadne byty ponadnaturalne poza Bogiem, kładąc nacisk na racjonalne podstawy religii. Głosił potrzebę indywidualnej interpretacji Biblii, bez pośrednictwa kapłanów. Odrzucał też wiarę w Trójcę Świętą. Jego dzieło teologiczne De vera religione (O prawdziwej religii) nie zachowało się.
Zmarł w Krakowie i został pochowany bez żadnego ceremoniału w nie poświęconej ziemi.